# Evdokia Tourtchaninova
Evdokia Dmitrievna Tourtchaninova (Евдоки́я Дми́триевна Турчани́нова, nom d'épouse Kracht), née le 2 mars 1870 (14 mars dans le calendrier grégorien) à Moscou et morte le 27 décembre 1963 à Moscou, est une actrice et pédagogue russe et soviétique, nommée artiste du peuple d'URSS en 1943, lauréate de deux prix Staline de 1re classe (1943 et 1948) et récipiendaire de deux ordres de Lénine (1945 et 1949).

## Biographie
Elle naît à Moscou dans la famille d'un huissier, plus tard caissier, du théâtre Maly. Elle étudie aux cours d'art dramatique de Nedevkine, sous la direction d'Alexandre Lenski, puis elle est prise dans la troupe du Théâtre Maly. 
Elle trouve sa voie comme actrice de comédies et dans des rôles de travesti, elle joue aussi des rôles de caractère et de vieilles femmes. On la voit au début dans Ouliana du Voïevode d'Ostrovski dès 1891. Elle est appréciée dans le rôle de Tania des Fruits de l'Illumination de Tolstoï  la même année. Le charme de l'actrice, son émotivité et sa spontanéité de jeu assurent son succès.
Il joue aussi dans des rôles qui nécessitent de chanter des chansons et des danses populaires car elle avait une jolie voix et avait pris des cours de chant auprès de la cantatrice Emilia Pavlovskaïa. Plus tard dans sa maturité, elle joue des rôles de femmes âgées, plus âgées que son âge, qu'elle aime interpréter depuis sa jeunesse. On la voit ainsi dans nombre de pièces d'Ostrovski. Elle joue presque tous les rôles dans Le Pain du labeur, dans L'Orage, Entre soi, on s'arrange toujours, La vérité est bonne, mais le bonheur est meilleur, Le Voïevode. Son répertoire comporte 373 rôles !
En plus de son engagement au théâtre Maly, Evdokia Tourtchanivoa joue entre 1898 et 1907 au théâtre Novy. Elle commence à enseigner à partir de 1910 et entre 1918 et 1923 enseigne aux cours d'art dramatiques du théâtre Maly. Pendant la Grande Guerre patriotique, elle verse son argent au Fonds de la Défense.
Elle prend sa retraite en 1959, mais continue à faire des lectures publiques jusqu'en 1961. Elle apparaît dans le film Eugénie Grandet tourné en 1960 ; elle a 90 ans et joue le rôle de la mère d'Eugénie Grandet...
Un livre consacré à sa carrière théâtrale sort en 1959. Evdokia Tourtchaninova meurt à Moscou le 27 décembre 1963. Elle est inhumée au cimetière Kalitnikovskoïé.
L'actrice Irina Likso interprète Tourtchaninova dans le film russe sorti en 1991, Et le vent revient (И возвращается ветер).